# Luis Ramos
Luis Eduardo Ramos (Montevideo, 1939. október 9. – 2021. március 14.) uruguayi válogatott labdarúgó.

## Pályafutása

### A válogatottban
1966-ban 2 alkalommal szerepelt az uruguayi válogatottban. Részt vett az 1966-os világbajnokságon.

## Sikerei, díjai
Nacional
- Uruguayi bajnok (2): 1966, 1970